# أخبار إي إس بي إن
أخبار إي إس بي إن (بالإنجليزية: ESPNews)‏ هي شبكة تلفزيونية رقمية وقنوات فضائية أمريكية متعددة الجنسيات مملوكة لشركة إي إس بي إن.